# 23 마리나
23 마리나(23 Marina)는 아랍애미리트 두바이에 있는 초고층 주거용 건물이다. 2011년 6월 23일 마리나는 세계에서 가장 높은 주거용 건물이 되었다.(현재 3위)

## 건설 갤러리
- 2007년 9월 21일
- 2008년 6월 13일

## 같이 보기
- 두바이의 마천루 목록